# Crotalaria goetzei
Crotalaria goetzei är en ärtväxtart som beskrevs av Hermann August Theodor Harms. Crotalaria goetzei ingår i släktet sunnhampor, och familjen ärtväxter. Inga underarter finns listade i Catalogue of Life.